# Целовальник
Целова́льники — должностные лица в Русском государстве, выбиравшиеся земщиной в уездах и на посадах для исполнения судебных, финансовых и полицейских обязанностей. Избранный человек клялся честно исполнять свои обязанности и в подтверждение клятвы целовал крест, откуда и происходит название.

## История
В истории развития этого института можно различить два периода: до XVII века, когда целовальники исполняют свои функции самостоятельно, и после XVII века — когда они действуют под началом воеводы или вообще приказных. 

### До XVII века
Впервые целовальники упоминаются в Судебнике 1497 года, и затем в уставных новгородских грамотах Василия III. Под 1508 год летописец сообщает, что для избежания кривды на суде великий князь приказал тиунам судить с целовальниками, по 4 на каждый месяц. В первой половине XVI века, до совершеннолетия Грозного, города и уезд получают почти повсеместно право выбирать своих излюбленных людей, в том числе и целовальников, для губного дела, а с 1555 года вводится во многих местах земское самоуправление; деятельность целовальников расширяется, и они от своих избирателей за несение обязанностей получают подмогу, например, в уделе Владимира Андреевича, в Вышковском стане, по полтине с сохи. Целовальники в это время действуют самостоятельно или помогают земским, губным и другим старостам на суде, в поимке воров, разбойников, при сборе податей, торговых и таможенных пошлин, сдают эти сборы из наддачи на откуп и т. д.

### После XVII века
После Смутного времени начинается второй период: целовальники переходят на положение чиновников, но без соответствующих прав. Правительство стремится все свои многочисленные хозяйственные функции по различным сборам и торговым операциям сдать выборным старостам и целовальникам и требует от них гарантий, что сборы следующего года будут не меньше, чем в предыдущем или даже больше; при этом не принимается во внимание, что многие сборы, как неокладные, не могут быть фиксированы. За недобор или неаккуратность целовальников ожидал правёж. В уезде деятельность целовальников была ограничена по сравнению с городами. Повинность уездов и посадов поставлять целовальников была очень разорительна, на что они постоянно жаловались.

### Продавцы вина
Впоследствии, начиная с XIX века, целовальниками называют продавцов в винных лавках. Продавцы клялись не разбавлять водку и в подтверждение клятвы целовали крест.

Последнее упоминание о профессии целовальника встречается в перечне профессиональных болезней, утверждённом ВЦСПС в 1924 году.